# Пихтинский
Пихтинский (гол. Замустече) — участок (населённый пункт) в Заларинском районе Иркутской области России. Входит в состав Хор-Тагнинского муниципального образования.

## География
Находится примерно в 71 км к юго-западу от районного центра.

## История
Основан в 1911 г. В 1926 году посёлок Пихтинский состоял из 55 хозяйств, основное население — немцы. В составе Хор-Тагнинского сельсовета Тагнинского района Иркутского округа Сибирского края.

## Население
| 2002 | 2010 | 2011 | 2012 |
| ---- | ---- | ---- | ---- |
| 106  | ↗113 | →113 | →113 |

Гендерный состав
По данным Всероссийской переписи, в 2010 году в населённом пункте проживало 113 человек (56 мужчин и 57 женщин).